# Борати (солі)
Борати — солі  борної кислоти.

## Види і отримання боратів
Здебільшого борати — солі не самою борної кислоти H3BO3, а поліборних кислот nB2O3•mH2O, не виділених у вільному стані (наприклад, тетраборної кислоти H2B4O7 або 2B2O3•H2O). Так, при нейтралізації H3BO3 їдким натром виходить  тетраборат натрію — бура:
2NaOH + 4H3BO3 = Na2B4O7 + 7H2O.
але при нагріванні йде інша реакція.
З боратів розчинні у воді головним чином солі  лужних металів.

## Застосування
Борати використовують для пом'якшення води, вводять до складу  пральних порошків, застосовують в скляній промисловості. У лабораторній практиці за допомогою боратов готують  буферні системи, а також використовують борати як  плавні і для якісного визначення оксидів металів (див. Перл (хімія)) . Метаборат свинцю Pb(BO2)2 застосовують при виготовленні екранів, що захищають від  радіоактивного випромінювання.